# زلزال (مسلسل)
زلزال هو مسلسل تلفزيوني مصري من إخراج إبراهيم فخر وتأليف عبد الرحيم كمال، عرض لأول مرة في شهر رمضان عام 2019. يعد هذا أول عمل فني لحلا شيحة بعد قرار خلعها النقاب والعودة للدراما.

## قصة المسلسل
تدور أحداث المسلسل في فترة زلزال 1992،عن رجل يشتري منزلا بأقساط محددة المدة والقيمة، وحين يأتي موعد سداد القسط الأخير، يطالب صاحب المنزل بتسجيل البيت باسمه والتنازل عن ملكيته، إلا أن البائع يُماطل إلى أن يقع «زلزال 1992» الذي يلقى فيه الشاري حتفه وينهار المنزل على إثر الزلزال وتبعاته، فيرفض حينها البائع تسليم قطعة الأرض التي كان المنزل يقع عليها لورثة الراحل، ما يخلق صدامًا بينه وبين ابن المتوفى، وعلى الرغم من وجود قصة حب تجمع الأخير بابنة البائع، فإن والد الفتاة يقف عائقا بينهما.

## الممثلون
- محمد رمضان: (حربي كرامة/محمد حربي كرامة)
- ماجد المصري: (خليل سليمان السواح كتخة)
- حلا شيحة: (صافية)
- منى عبد الغني: (لمياء)
- أحمد صيام: (زهدي)
- محمود حجازي: (عبد الحليم سعيد فريد)
- هنادي مهنا: (أمل)
- حسام داغر: (ربيع)
- يوسف عثمان: (أسامة)
- حنان سليمان: (وديدة)
- سامي عبد الحليم: (جبريال)
- محمد سليمان: (قاسم صفوان)
- نسرين أمين: (فهيمة - مشاركة متميزة)
- سميرة المقرون: (ساندي - مشاركة متميزة)
- سلوى عثمان: (أم سمير - ضيفة شرف)
- لبنى ونس: (أم حسن - ضيفة شرف)
- محمود عبد الغفار: (كراوية - ضيف شرف)

## التصوير
تم تصوير بعض أجزاء المسلسل في نزلة السمان، وفي شبرامنت. وفي المنوفية أيضا

## روابط خارجية
- زلزال على موقع قاعدة بيانات الأفلام العربية